# L'invitto (film 1975)
L'invitto, tratto dal racconto omonimo di Ernest Hemingway della raccolta I quarantanove racconti del 1938, fu diretto e sceneggiato per la Rai nel 1974 e trasmesso nel 1975 da Gian Pietro Calasso, per la serie I racconti di Ernest Hemingway, composta da due sceneggiati.
Lo sceneggiato L'invitto è in realtà il risultato di una fusione di due racconti di Hemingway: l'omonimo e La capitale del mondo, entrambi storie di due uomini con baricentro e passione nel mondo della corrida spagnola.
Entrambi i due protagonisti finiranno violentemente la loro vita, distrutti ma non sconfitti, come commenta lo stesso Hemingway.

## Trama
Primo protagonista è un eroico torero, Manolo, che domina i tori nell'arena. Sebbene sia al termine della sua carriera ed abbia sempre combattuto nell'arena per avere la sua soddisfazione, non ne è affatto contento, sia della sua vita che della sua professione. Una domenica è colpito durante una corrida notturna dall'animale infuriato e muore a terra tra sofferenze atroci ma convinto di aver svolto il proprio dovere.
Il secondo protagonista è Paco, un giovane cameriere, che si trasferisce a Madrid con il sogno della sua vita, ovvero quello di diventare un torero. Finirà tragicamente ucciso dai coltelli legati ad una sedia da un amico per simulare il movimento del toro, in un maldestro allenamento contro un fantomatico toro.

## Scenografie
Le scene realizzate dallo scenografo Paolo Petti sono congeniali alle ambientazioni di una Spagna spesso presente nelle sue opere. Le indicazioni capillari del regista hanno permesso di ricreare dettagliatamente, negli studi del Centro di Produzione Rai di Napoli, tutti gli ambienti dello sceneggiato, particolarmente articolati.